# Piątnica (gemeente)
De gemeente Piątnica is een landgemeente in het Poolse woiwodschap Podlachië, in powiat Łomżyński.
De zetel van de gemeente is in Piątnica (tot 30 december 1999 Piątnica Poduchowna genoemd).
Op 30 juni 2004 telde de gemeente 10 575 inwoners.

## Oppervlakte gegevens
In 2002 bedroeg de totale oppervlakte van gemeente Piątnica 218,69 km², waarvan:
- agrarisch gebied: 74%
- bossen: 18%

De gemeente beslaat 16,15% van de totale oppervlakte van de powiat.

## Demografie
Stand op 30 juni 2004:
| Omschrijving                   | Totaal | Totaal | Vrouwen | Vrouwen | Mannen | Mannen |
| ------------------------------ | ------ | ------ | ------- | ------- | ------ | ------ |
| eenheid                        | aantal | %      | aantal  | %       | aantal | %      |
| inwoners                       | 10 575 | 100    | 5204    | 49,2    | 5371   | 50,8   |
| bevolkingsdichtheid (inw./km²) | 48,4   | 48,4   | 23,8    | 23,8    | 24,6   | 24,6   |

In 2002 bedroeg het gemiddelde inkomen per inwoner 1242,18 zł.

## Plaatsen
Budy Czarnockie, Budy-Mikołajka, Choszczewo, Czarnocin, Dobrzyjałowo, Drozdowo, Drożęcin-Lubiejewo, Elżbiecin, Gomulnik, Górki-Sypniewo, Górki-Szewkowo, Guty, Jeziorko, Kalinowo, Kałęczyn, Kisielnica, Kobylin, Kosaki, Kownaty, Kownaty-Kolonia, Krzewo, Kurpie, Marianowo, Motyka, Murawy, Nagórki, Niewodowo, Nowe Krzewo, Nowiny, Nowy Cydzyn, Olszyny, Olszyny-Kolonia, Pęza, Piątnica, Piątnica Włościańska, Poniat, Rakowo-Boginie, Rakowo-Czachy, Rządkowo, Stary Cydzyn, Stary Drożęcin, Taraskowo, Truszki, Wiktorzyn, Wyłudzin, Wyrąb, Wyrzyki, Zabawka, Żelechy.

## Aangrenzende gemeenten
Łomża, Łomża, Jedwabne, Mały Płock, Stawiski, Wizna